# Sitio
Ein Sitio auf den Philippinen ist eine Teilgebiet eines Barangays, etwa ein separater Wohnplätze ohne Verwaltungsrelevanz, der dabei jedoch deutlich entfernt vom Zentrum des Barangays liegen kann. Während der spanischen Kolonialzeit wurden Sitios benannt, um diese im Rahmen des Barangay-Systems politisch zentral mit zu verwalten.